# 松村はるか
松村 はるか（まつむら はるか、1980年（昭和55年）1月28日 - ）は、兵庫県出身の女優、ファッションモデル。元パーフィットプロダクション所属。

## 人物
- 血液型：O型
- 特技：ヘアアレンジ、お菓子作り、メイク、マッサージ、日本舞踊
- 趣味：ダンス、映画鑑賞、音楽鑑賞、読書、ショッピング、ネイル、料理、カラオケ、乗馬、ジョギング

## 活動

### 雑誌
- マガジンハウス「an-an」
- ベルシステム24「bea's UP」、「Urb」
- 扶桑社「LUCi」
- 宝島社「MY ベストヘア」
- 主婦と生活社「ar」
- 講談社「ViVi」
- 光文社「CLASSY」
- エルマガジン「SAVVY」
- 百日草「成人式ヘアカタログ」
- 小学館「PS」

### CM
- 小林製薬「噛むブレスケア」3人編
- HONDA「LIFE」人生ゲーム編
- オタフクソース 日常のちょっといいこと編
- SANKYO「Fever Star wars」大阪OL編
- サントリー「ジョッキ生アイランド」編
- 花王「赤のケープ」水族館編
- 任天堂 Wii ショッピングチャンネル・ソニック・ザ・ヘッジホッグ編

### TV
- 「つながるセブン」アシスタント（J:COM・2010年4月 - 同年8月）
- 「エゴイスト 〜egoist〜」最終話 鳳かすみ役（CX系・THK）
- 「ゴーストフレンズ」第4話 貞子訳（NHK総合）
- 「SMAP×SMAP」任侠ヘルパー再現VTR 黒木メイサ役（CX系）
- 「easy sports」上野恩賜公園ランナー（EX）
- 「全力坂」（EX）
- 「ODAIBA JUKEBOX」エンタチョイス担当・レギュラー（BS11）
- 「OUT★PUT」（TX）
- 「オールスター感謝祭」（TBS）
- 「拝啓 旅の途中から」（BS-TBS）
- 「NHK大河ドラマ 龍馬伝」第15話・17話 芸妓役（NHK総合、BS2、BShi）
- 「相棒 Season 11」第11話「オフレコ」 智子役（EX）

### DVD
- 「ほんとにあった怖い話」第17夜